# Юдиновское сельское поселение
Ю́диновское сельское поселение — муниципальное образование в северной части Погарского района Брянской области. Административный центр — село Юдиново.
Образовано в результате проведения муниципальной реформы в 2005 году, путём слияния дореформенного Юдиновского сельсовета и части Березовского сельсовета.

## Население
| 2010  | 2011  | 2012  | 2013  | 2014  | 2015  | 2016  |
| ----- | ----- | ----- | ----- | ----- | ----- | ----- |
| 1529  | ↘1518 | ↘1498 | ↘1477 | ↗1485 | ↘1463 | ↘1427 |
| 2017  | 2018  | 2019  | 2020  | 2021  |       |       |
| ↘1404 | ↘1345 | ↘1326 | ↘1307 | ↗1638 |       |       |

## Населённые пункты
| № | Населённый пункт | Тип     | Население |
| - | ---------------- | ------- | --------- |
| 1 | Юдиново          | село    | ↘574      |
| 2 | Берёзовка        | село    | ↘310      |
| 3 | Заречное         | село    | ↗376      |
| 4 | Золин            | посёлок | ↘12       |
| 5 | Казиловка        | деревня | ↘56       |
| 6 | Красная Роща     | посёлок | ↗108      |
| 7 | Пролетарский     | посёлок | ↗41       |